# Gouverneurswahlen in den Vereinigten Staaten 2018
Die US-Gouverneurswahlen wurden am 6. November 2018 in 36 Staaten abgehalten, außerdem wurden die Gouverneure für drei US-Außengebiete gewählt. Sie waren Teil der allgemeinen Zwischenwahlen 2018, bei denen auch das Repräsentantenhaus, ein Drittel der Senatoren und weitere Amtsträger der Staaten gewählt wurden, sowie viele Parlamente der Bundesstaaten.

## Ausgangssituation

Karte der US-Bundesstaaten vor der Wahl:

Die letzten regelmäßigen Gouverneurswahlen für alle bis auf drei der Staaten fanden im Jahr 2014 statt. Gouverneure in New Hampshire und Vermont haben nur eine zweijährige Amtszeit, die letzte Wahl fand 2016 statt. In Oregon übernahm 2015 die Staatsministerin (Secretary of State) nach dem Rücktritt des Gouverneurs das Amt. Sie wurde 2016 in einer Sonderwahl bestätigt. 2018 fand dort die nächste turnusmäßige Wahl statt.
In einigen Staaten gilt eine Beschränkung der Amtszeit auf zwei oder drei Wahlperioden, zwei demokratische und 12 republikanische Gouverneure konnten deshalb nicht wieder zur Wahl antreten. Sechs amtierende Demokraten und elf Republikaner waren wiederwählbar, ebenso wie der unabhängige Gouverneur in Alaska.

## Zur Wahl stehende Gouverneursposten
| Staat          | Mandatsträger         | Ergebnis der letzten Wahl | Kandidaten (nach den Vorwahlen)                      | Bemerkungen                                                        | Wahlsieger                 | Ergebnis |
| -------------- | --------------------- | ------------------------- | ---------------------------------------------------- | ------------------------------------------------------------------ | -------------------------- | -------- |
| Alabama        | Kay Ivey (R)          | 63,6 % R                  | Kay Ivey (R) Walter Maddox (D)                       | Amtsinhaberin tritt erneut an.                                     | Kay Ivey (R)               | 59,5 % R |
| Alaska         | Bill Walker (I)       | 48,1 % I                  | Bill Walker (I) Mark Begich (D) Mike J. Dunleavy (R) | Amtsinhaber hat Wahlkampf nach entsprechenden Fristen suspendiert. | Mike J. Dunleavy (R)       | 51,4 % R |
| Arizona        | Doug Ducey (R)        | 53,4 % R                  | Doug Ducey (R) David Garcia (D)                      | Amtsinhaber tritt erneut an.                                       | Doug Ducey (R)             | 56,0 % R |
| Arkansas       | Asa Hutchinson (R)    | 55,4 % R                  | Asa Hutchinson (R) Jared Henderson (D)               | Amtsinhaber tritt erneut an.                                       | Asa Hutchinson (R)         | 65,3 % R |
| Kalifornien    | Jerry Brown (D)       | 60,0 % D                  | Gavin Newsom (D) John Cox (R)                        | Amtsinhaber darf nicht wieder kandidieren.                         | Gavin Newsom (D)           | 61,9 % D |
| Colorado       | John Hickenlooper (D) | 48,4 % D                  | Jared Polis (D) Walker Stapleton (R)                 | Amtsinhaber darf nicht wieder kandidieren.                         | Jared Polis (D)            | 53,4 % D |
| Connecticut    | Dannel Malloy (D)     | 50,9 % D                  | Ned Lamont (D) Bob Stefanowski (R)                   | Amtsinhaber tritt nicht erneut an.                                 | Ned Lamont (D)             | 49,4 % D |
| Florida        | Rick Scott (R)        | 48,2 % R                  | Ron DeSantis (R) Andrew Gillum (D)                   | Amtsinhaber darf nicht wieder kandidieren.                         | Ron DeSantis (R)           | 49,6 % R |
| Georgia        | Nathan Deal (R)       | 52,8 % R                  | Brian Kemp (R) Stacey Abrams (D)                     | Amtsinhaber darf nicht wieder kandidieren.                         | Brian Kemp (R)             | 50,2 % R |
| Hawaii         | David Ige (D)         | 49,0 % D                  | David Ige (D) Andria Tupola (R)                      | Amtsinhaber tritt erneut an.                                       | David Ige (D)              | 62,7 % D |
| Idaho          | Butch Otter (R)       | 53,5 % R                  | Brad Little (R) Paulette Jordan (D)                  | Amtsinhaber tritt nicht erneut an.                                 | Brad Little (R)            | 59,8 % R |
| Illinois       | Bruce Rauner (R)      | 50,3 % R                  | Bruce Rauner (R) J. B. Pritzker (D)                  | Amtsinhaber tritt erneut an.                                       | J. B. Pritzker (D)         | 54,2 % D |
| Iowa           | Kim Reynolds (R)      | 59,0 % R                  | Kim Reynolds (R) Fred Hubbell (D)                    | Amtsinhaberin tritt erneut an.                                     | Kim Reynolds (R)           | 50,3 % R |
| Kansas         | Jeff Colyer (R)       | 49,8 % R                  | Kris Kobach (R) Laura Kelly (D)                      | Amtsinhaber wurde in der Vorwahl abgewählt.                        | Laura Kelly (D)            | 47,8 % D |
| Maine          | Paul LePage (R)       | 48,2 % R                  | Shawn Moody (R) Janet T. Mills (D)                   | Amtsinhaber darf nicht wieder kandidieren.                         | Janet T. Mills (D)         | 50,8 % D |
| Maryland       | Larry Hogan (R)       | 51,0 % R                  | Larry Hogan (R) Ben Jealous (D)                      | Amtsinhaber tritt erneut an.                                       | Larry Hogan (R)            | 55,3 % R |
| Massachusetts  | Charlie Baker (R)     | 48,5 % R                  | Charlie Baker (R) Jay Gonzalez (D)                   | Amtsinhaber tritt erneut an.                                       | Charlie Baker (R)          | 66,9 % R |
| Michigan       | Rick Snyder (R)       | 50,9 % R                  | Bill Schuette (R) Gretchen Whitmer (D)               | Amtsinhaber darf nicht wieder kandidieren.                         | Gretchen Whitmer (D)       | 53,3 % D |
| Minnesota      | Mark Dayton (D)       | 50,1 % D                  | Tim Walz (D) Jeff Johnson (D)                        | Amtsinhaber tritt nicht erneut an.                                 | Tim Walz (D)               | 53,8 % D |
| Nebraska       | Pete Ricketts (R)     | 57,2 % R                  | Pete Ricketts (R) Bob Krist (D)                      | Amtsinhaber tritt erneut an.                                       | Pete Ricketts (R)          | 59,2 % R |
| Nevada         | Brian Sandoval (R)    | 70,6 % R                  | Adam Laxalt (R) Steve Sisolak (D)                    | Amtsinhaber darf nicht wieder kandidieren.                         | Steve Sisolak (D)          | 49,4 % D |
| New Hampshire  | Chris Sununu (R)      | 48,8 % R                  | Chris Sununu (R) Molly Kelly (D)                     | Amtsinhaber tritt erneut an.                                       | Chris Sununu (R)           | 52,8 % R |
| New Mexico     | Susana Martinez (R)   | 57,3 % R                  | Steve Pearce (R) Michelle Lujan Grisham (D)          | Amtsinhaberin darf nicht wieder kandidieren.                       | Michelle Lujan Grisham (D) | 57,2 % D |
| New York       | Andrew Cuomo (D)      | 54,2 % D                  | Andrew Cuomo (D) Marcus Molinaro (R)                 | Amtsinhaber tritt erneut an.                                       | Andrew Cuomo (D)           | 57,9 % D |
| Ohio           | John Kasich (R)       | 63,8 % R                  | Mike DeWine (R) Richard Cordray (D)                  | Amtsinhaber darf nicht wieder kandidieren.                         | Mike DeWine (R)            | 50,7 % R |
| Oklahoma       | Mary Fallin (R)       | 55,8 % R                  | Kevin Stitt (R) Drew Edmondson (D)                   | Amtsinhaberin darf nicht wieder kandidieren.                       | Kevin Stitt                | 54,3 % R |
| Oregon         | Kate Brown (D)        | 50,9 % D                  | Kate Brown (D) Knute Buehler (R)                     | Amtsinhaberin tritt erneut an.                                     | Kate Brown (D)             | 50,1 % D |
| Pennsylvania   | Tom Wolf (D)          | 54,9 % D                  | Tom Wolf (D) Scott Wagner (R)                        | Amtsinhaber tritt erneut an.                                       | Tom Wolf (D)               | 57,6 % D |
| Rhode Island   | Gina Raimondo (D)     | 40,7 % D                  | Gina Raimondo (D) Allan Fung (R)                     | Amtsinhaberin tritt erneut an.                                     | Gina Raimondo (D)          | 52,6 % D |
| South Carolina | Henry McMaster (R)    | 55,9 % R                  | Henry McMaster (R) James Smith (D)                   | Amtsinhaber tritt erneut an.                                       | Henry McMaster (R)         | 54,0 % R |
| South Dakota   | Dennis Daugaard (R)   | 70,5 % R                  | Kristi Noem (R) Billie Sutton (D)                    | Amtsinhaber darf nicht wieder kandidieren.                         | Kristi Noem (R)            | 51,0 % R |
| Tennessee      | Bill Haslam (R)       | 70,3 % R                  | Bill Lee (R) Karl Dean (D)                           | Amtsinhaber darf nicht wieder kandidieren.                         | Bill Lee (R)               | 59,6 % R |
| Texas          | Greg Abbott (R)       | 59,3 % R                  | Greg Abbott (R) Lupe Valdez (D)                      | Amtsinhaber tritt erneut an.                                       | Greg Abbott (R)            | 55,8 % R |
| Vermont        | Phil Scott (R)        | 52,9 % R                  | Phil Scott (R) Christine Hallquist (D)               | Amtsinhaber tritt erneut an.                                       | Phil Scott (R)             | 54,4 % R |
| Wisconsin      | Scott Walker (R)      | 52,3 % R                  | Scott Walker (R) Tony Evers (D)                      | Amtsinhaber tritt erneut an.                                       | Tony Evers (D)             | 49,6 % D |
| Wyoming        | Matt Mead (R)         | 58,3 % R                  | Mark Gordon (R) Mary Throne (D)                      | Amtsinhaber darf nicht wieder kandidieren.                         | Mark Gordon (R)            | 66,5 % R |

## Zur Wahl stehender Gouverneure der Außengebiete
In der Außengebieten der USA  werden drei Gouverneure gewählt. Der Amtsinhaber in Guam kann aufgrund der Zeitbeschränkung nicht erneut kandidieren. Der Amtsinhaber auf den Nördlichen Marianen Ralph Torres, trat das Amt 2015 nach dem Tod des gewählten Gouverneurs Eloy Inos an.
| Außengebiet                  | Mandatsträger    | Ergebnis der letzten Wahl | Kandidaten (nach den Vorwahlen) | Bemerkungen                        |
| ---------------------------- | ---------------- | ------------------------- | ------------------------------- | ---------------------------------- |
| Guam                         | Eddie Calvo (R)  | 63,9 %                    |                                 | Amtsinhaber darf nicht kandidieren |
| Amerikanische Jungferninseln | Kenneth Mapp (I) | 46,6/63,9 (Stichwahl)     |                                 |                                    |
| Nördliche Marianen           | Ralph Torres (R) |                           |                                 |                                    |